# Черневка (Могилёвская область)

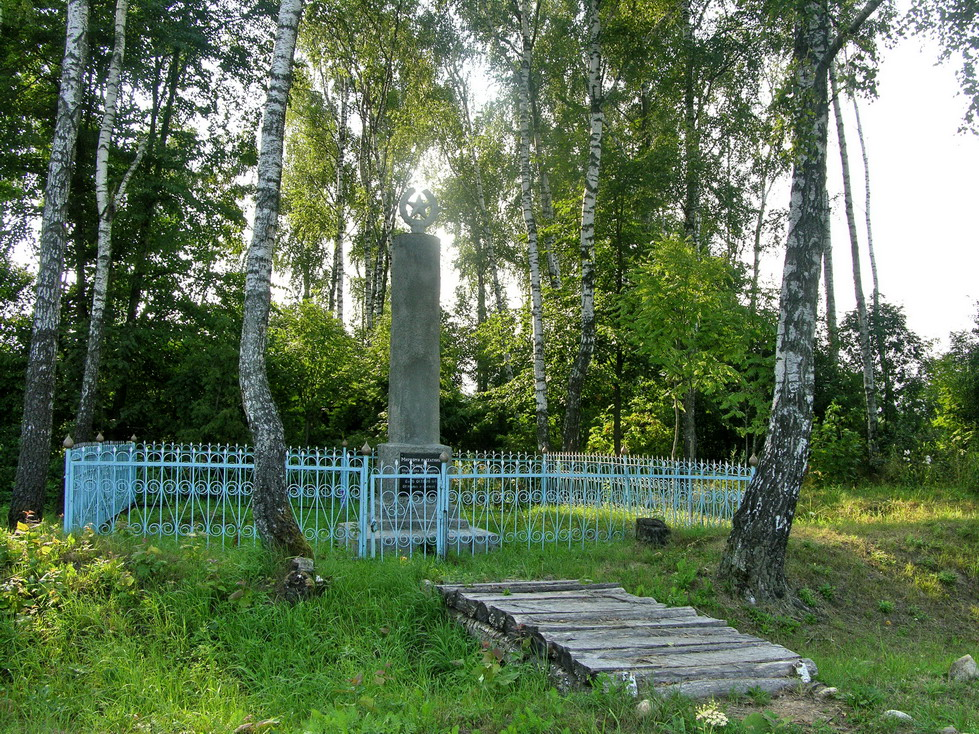
Памятник убитым в 1941 году евреям деревни Черневка

Че́рневка (бел. Чэрнеўка) — агрогородок в составе Черневского сельсовета Дрибинского района Могилёвской области Республики Беларусь.
Административный центр Черневского сельсовета.

## История
Упоминается в 1674 году как деревня в Оршанском повете ВКЛ.
Во времена Великой Отечественной войны под немецкой оккупацией. Деревня освобождена частями РККА 24 июня 1944 года

## Население
- 1999 год — 406 человек
- 2010 год — 305 человек
- 2014 год —208

## Достопримечательности
- Братская могила советских воинов. Среди похороненных — Герой Советского Союза Иван Степанович Ежков[5].
- Могила жертв фашизма.
- Церковь Святой Троицы